# Gyrinomimus grahami
El pez-ballena flácido es la especie Gyrinomimus grahami, un pez marino de la familia cetomímidos, distribuido ampliamente por todos los océanos del hemisferio sur terrestre.

## Anatomía
El cuerpo similar al de otros peces-ballena de la familia, tiene una longitud máxima descrita de 31 cm.

## Hábitat y biología
Es una especie marina batipelágica de aguas profundas, entre 445 y 2.379 metros de profundidad. Vive en aguas templadas, entre  33° de latitud sur y 73° sur.